# Imre Mikó

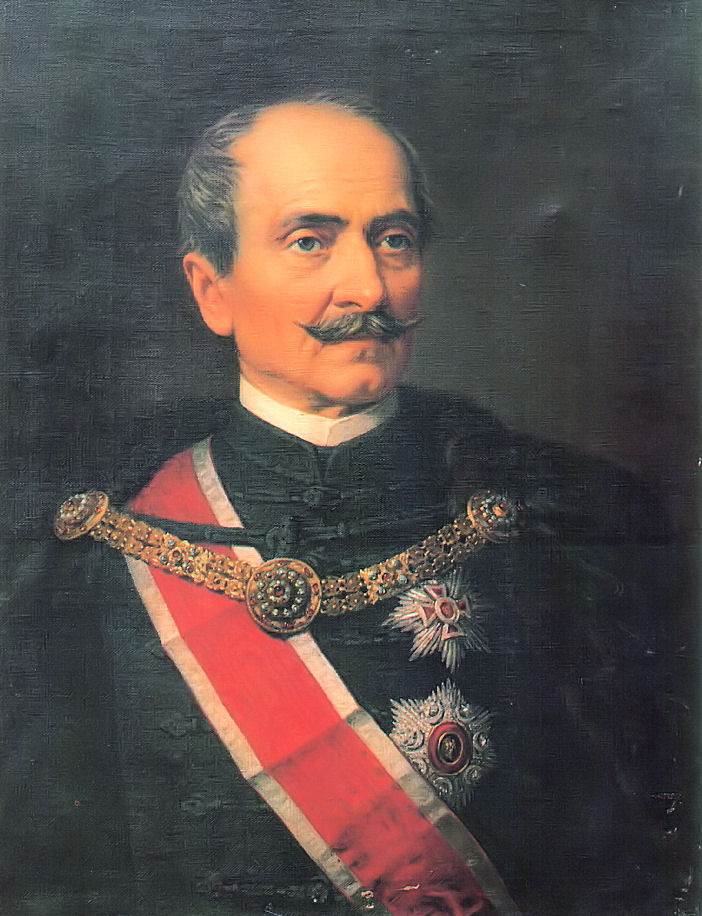
Graaf Imre Mikó

Imre Mikó de Hidvég (Zabola, 4 september 1805 – Kolozsvár, 16 september 1876) was een Hongaars staatsman, politicus, econoom en historicus die van 1867 tot 1870 de functie van minister van Openbare Werken en Transport uitoefende. Hij was een prominent en liberaal figuur in de Zevenburgse politiek van de 19e eeuw. Hij was tweemaal gouverneur van Zevenburgen, namelijk in 1848 en van 1860 tot 1861. Mikó zette zich in voor de ontwikkeling van zijn geboortestreek, zowel op economisch, cultureel als wetenschappelijk vlak, hetgeen hem de bijnaam de "Széchenyi van Zevenburgen" opleverde.

## Loopbaan
Hij begon zijn politieke carrière als ambtenaar voor het zogenaamde Gubernium, het bestuursorgaan van Transsylvanië, in 1826 en bereikte de positie van schatbewaarder in 1847. Tezelfdertijd werd hij een leidend figuur in de liberale oppositie van Zevenburgen. Tijdens de Hongaarse Revolutie van 1848 werd hij eerst tot interim- en vervolgens volwaardig gouverneur van Zevenburgen benoemd. Nadat de opstand werd neergeslagen, trok hij zich voor een tijd terug uit de politiek bij wijze van passief verzet. 
Tot de jaren 1860 zette hij zich enkel in voor de economische en culturele ontwikkeling van Transsylvanië. Hij was betrokken bij de oprichting van de Zevenburgse Economische Vereniging (1854) en het Zevenburgs Museumgenootschap (1859). Daarnaast speelde hij ook een belangrijke rol in de oprichting van de Frans Jozef-universiteit in Kolozsvár in 1872. Hij was een sponsor van het Nationaal Theater van Kolozsvár en bepleitte een moderne aanpak van onderwijs en landbouw.

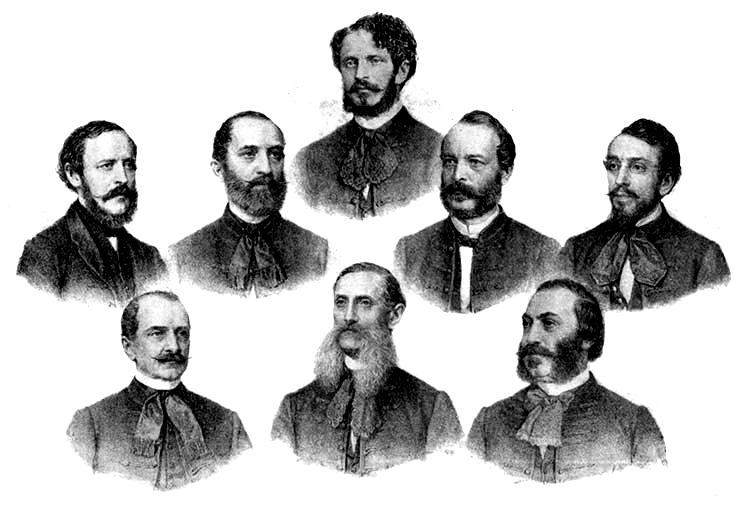
Imre Mikó (linksonder) in de regering-Andrássy

Vanaf de jaren 1860 ging hij opnieuw in de politiek, eerst als gouverneur van Zevenburgen en later als parlementslid voor Kolozsvár in het Huis van Afgevaardigden in 1865. Daarna werd hij minister van Openbare Werken en Transport in de regering van Gyula Andrássy, de eerste Hongaarse regering na de Ausgleich van 1867. Hij was betrokken bij de aanleg van de spoorlijn tussen Hongarije en Transsylvanië, alsook bij de oprichting van staatsspoorwegmaatschappij, de voorloper van de huidige Magyar Államvasutak (MÁV).